# Stheno
Stheno (Limba greacă: Σθεννώ, putere, forță) este una din cele trei gorgone din mitologia greacă, alături de Medusa și Euryale. Părinții ei sunt Phorcys și Ceto. Ea și sora ei Euryale erau nemuritoare, în timp ce Medusa era muritoare.